# Grand Prix-wegrace van België 1968
De Grand Prix-wegrace van België 1968 was de vijfde Grand Prix van wereldkampioenschap wegrace in het seizoen 1968. De races werden verreden op 7 juli 1968 op het Circuit de Spa-Francorchamps, een stratencircuit nabij Malmedy. In België kwamen de 50cc-klasse, de 250cc-klasse, de 500cc-klasse en de zijspanklasse aan de start. De wereldtitel in de 50cc-klasse was al beslist, al wist niemand dat omdat er later in het seizoen twee GP's werden afgelast. Tijdens de zijspanrace kwamen coureur Johann Attenberger en zijn bakkenist Josef Schillinger om het leven.

## 500cc-klasse
In België verbrijzelde Giacomo Agostini zowel in de training als in de race de ronderecords, maar dat was de enige sensatie in de 500cc-race. Zelfs de strijd om de tweede plaats was niet spannend omdat Jack Findlay de enige werd die nog in dezelfde ronde als Agostini kon finishen. Derek Woodman werd met een Seeley-Matchless derde.

### Uitslag 500cc-klasse
| Pos | Coureur          | Merk                     | Tijd      | Punten |
| --- | ---------------- | ------------------------ | --------- | ------ |
| 1   | Giacomo Agostini | MV Agusta                | 1:3"11'8  | 8      |
| 2   | Jack Findlay     | McIntyre-Matchless       | +3"46'3   | 6      |
| 3   | Derek Woodman    | Seeley-Matchless         | +1 ronde  | 4      |
| 4   | Rob Fitton       | Norton                   | +1 ronde  | 3      |
| 5   | Kel Carruthers   | Norton                   | +1 ronde  | 2      |
| 6   | John Cooper      | Seeley-Matchless         | +1 ronde  | 1      |
| 7   | Peter Williams   | Arter-Matchless          |           |        |
| 8   | Rodney Gould     | Norton                   |           |        |
| 9   | Ron Chandler     | Seeley                   |           |        |
| 10  | John Dodds       | Norton                   |           |        |
| 11  | John Hartle      | Cowles-Métisse-Matchless |           |        |
| 12  | Walter Scheimann | Norton                   |           |        |
| 13  | Bohumil Staša    | ČZ                       |           |        |
| 14  | Bosse Granath    | Seeley                   |           |        |
| 15  | György Kurucz    | Matchless                | +2 ronden |        |

### Niet gefinisht
| Coureur           | Merk         | Oorzaak |
| ----------------- | ------------ | ------- |
| Gyula Marsovszky  | Matchless    |         |
| František Šťastný | Jawa         |         |
| Karel Bojer       | ČZ           |         |
| Karl Hoppe        | Norton       |         |
| Jean Auréal       | Aermacchi    |         |
| Billie Nelson     | Hannah-Paton |         |
| Dan Shorey        | Norton       |         |
| Malcolm Stanton   | Norton       |         |
| Alberto Pagani    | LinTo        |         |
| Angelo Bergamonti | Hannah-Paton |         |

### Niet deelgenomen
| Coureur             | Merk         | Oorzaak |
| ------------------- | ------------ | ------- |
| Bernie Lund         | Matchless    |         |
| Barry Randle        | Petty-Norton |         |
| Bill Smith          | Matchless    |         |
| Brian Ball          | Seeley       |         |
| Godfrey Nash        | Norton       |         |
| Percy Tait          | Triumph      |         |
| Rex Butcher         | Norton       |         |
| Renzo Pasolini      | Benelli      |         |
| Silvano Bertarelli  | Paton        |         |
| Nikolaj Sevast'ânov | Vostok       |         |

### Top tien tussenstand 500cc-klasse
| Pos | Coureur          | Merk               | Ptn |
| --- | ---------------- | ------------------ | --- |
| 1   | Giacomo Agostini | MV Agusta          | 40  |
| 2   | Jack Findlay     | McIntyre-Matchless | 18  |
| 3   | Peter Williams   | Arter-Matchless    | 7   |
| 4   | Dan Shorey       | Norton             | 6   |
| 4   | Brian Ball       | Seeley             | 6   |
| 6   | Gyula Marsovszky | Matchless          | 5   |
| 6   | John Cooper      | Seeley-Matchless   | 5   |
| 6   | Kel Carruthers   | Norton             | 5   |
| 9   | John Dodds       | Norton             | 4   |
| 9   | Barry Randle     | Petty-Norton       | 4   |
| 9   | Derek Woodman    | Seeley-Matchless   | 4   |

## 250cc-klasse
Bill Ivy was door Yamaha voorbestemd om ook in België te winnen. Phil Read startte als tweede en beperkte zich tot het volgen van zijn teamgenoot, tot hij moeilijkheden kreeg met de carburatie en daardoor de pit in moest om zijn vetgeslagen bougies te laten vervangen. Ivy leidde toen de race vóór Heinz Rosner, terwijl Read terugviel naar de laatste plaats en aan een inhaalrace moest beginnen. Die verliep echter heel goed: na drie ronden lag hij al op de achtste plaats en na vier ronden was hij al vierde. Uiteindelijk pakte hij zelfs de eerste plaats, omdat ook Ivy de pit moest opzoeken. Zijn problemen werden daar niet opgelost, waardoor hij uiteindelijk uitviel. Rosner werd tweede en Rodney Gould, die een Yamaha TD 1-blok in een Bultaco-frame had gehangen, werd derde.

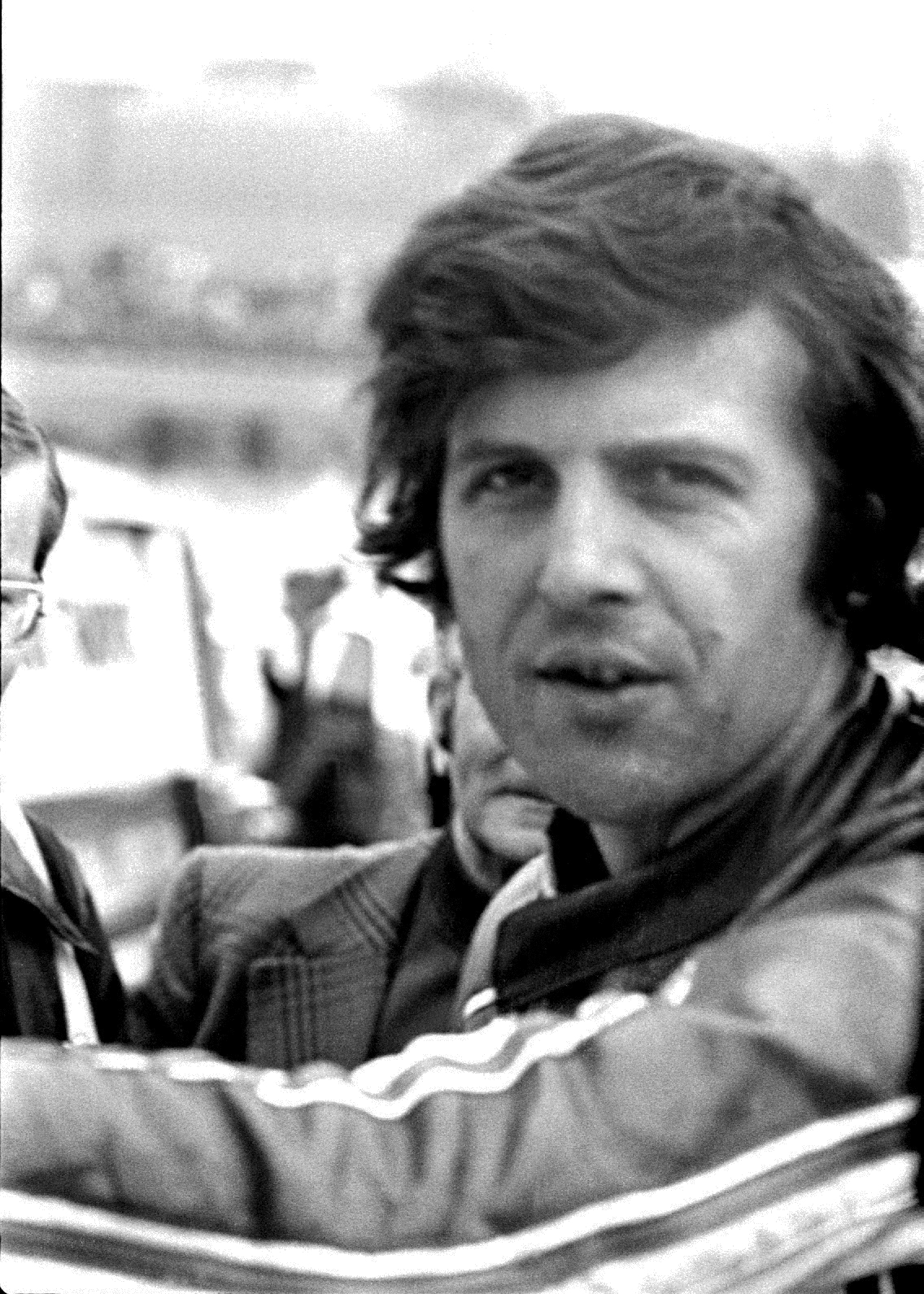
Phil Read won de 250cc-race.

| Pos | Coureur           | Merk              | Tijd     | Punten |
| --- | ----------------- | ----------------- | -------- | ------ |
| 1   | Phil Read         | Yamaha            | 40"38'6  | 8      |
| 2   | Heinz Rosner      | MZ                | +7'0     | 6      |
| 3   | Rodney Gould      | Bultaco-Yamaha    | +26'3    | 4      |
| 4   | László Szabó      | MZ                | +1"00'4  | 3      |
| 5   | Santiago Herrero  | Ossa              | +1"20'8  | 2      |
| 6   | Kent Andersson    | Yamaha            | +2"21'4  | 1      |
| 7   | Ginger Molloy     | Bultaco           | +2"22'0  |        |
| 8   | Dave Simmonds     | Kawasaki          | +2"47'9  |        |
| 9   | Bohumil Staša     | ČZ                | +5"17'3  |        |
| 10  | František Šťastný | ČZ                | +1 ronde |        |
| 11  | Derek Woodman     | Métisse-Aermacchi |          |        |
| 12  | Jan Huberts       | Kawasaki          |          |        |
| 13  | Angelo Bergamonti | Hannah-Paton      |          |        |
| 14  | Jacques Roca      | Yamaha            |          |        |
| 15  | Eric Gogebeur     | Kawasaki          |          |        |
| 16  | Cees van Dongen   | Yamaha            |          |        |
| 17  | Dave Lloyds       | Honda             |          |        |

| Coureur  | Merk   | Oorzaak |
| -------- | ------ | ------- |
| Bill Ivy | Yamaha |         |

| Coureur          | Merk      |
| ---------------- | --------- |
| Jack Findlay     | Aermacchi |
| Kel Carruthers   | Aermacchi |
| Frank Perris     | Suzuki    |
| Gyula Marsovszky | Bultaco   |
| Paul Eickelberg  | Aermacchi |
| Carlos Giró      | Ossa      |
| Carlos Rocamora  | Bultaco   |
| Bill Smith       | Yamaha    |
| Brian Steenson   | Aermacchi |
| Malcolm Uphill   | Suzuki    |
| Rex Butcher      | Suzuki    |
| Gilberto Milani  | Aermacchi |
| Renzo Pasolini   | Benelli   |
| Gordon Keith     | Yamaha    |

### Top tien tussenstand 250cc-klasse
| Pos | Coureur          | Merk           | Ptn |
| --- | ---------------- | -------------- | --- |
| 1   | Bill Ivy         | Yamaha         | 24  |
| 2   | Phil Read        | Yamaha         | 22  |
| 3   | Heinz Rosner     | MZ             | 19  |
| 4   | Rodney Gould     | Bultaco-Yamaha | 11  |
| 5   | Ginger Molloy    | Bultaco        | 10  |
| 5   | Renzo Pasolini   | Benelli        | 10  |
| 7   | Kent Andersson   | Yamaha         | 5   |
| 8   | Santiago Herrero | Ossa           | 4   |
| 9   | Carlos Giró      | Ossa           | 3   |
| 9   | Malcolm Uphill   | Suzuki         | 3   |
| 9   | László Szabó     | MZ             | 3   |

## 50cc-klasse
Hans Georg Anscheidt besliste het kampioenschap pas in de vijfde en laatste Grand Prix in België, nog onwetend van het feit dat er in Frankrijk en Japan niet gereden zou worden. Paul Lodewijkx had met de Jamathi drie seconden langzamer dan Anscheidt getraind maar stond toch nog tweede, vóór de Derbi's van Ángel Nieto en Barry Smith. Dit zat het Derbi-team niet lekker omdat men vreesde zowel de tweede plaats in het kampioenschap als de tweede plaats in de constructeurstitel te verliezen aan het kleine driemansteam van Jamathi. Nieto en Smith spraken af Lodewijkx te verslaan door elkaar te slipstreamen, maar toen Lodewijkx bij La Source binnendoor schoot vergat Nieto deze tactiek: Hij passeerde Smith meters naast hem, waardoor die niet in de slipstream kon kruipen. Na de finish kwam de volgende "tactiek": Nieto beschuldigde Lodewijkx ervan een te grote motor te hebben. Die werd vervolgens in het Parc Fermé opgemeten maar bleek onder de 50 cc te blijven. Feitelijk was dit officiële protest van Derbi gunstig voor Jamathi, want de geruchten over een niet-reglementaire motor deden al langer de ronde en waren nu ontzenuwd. Men ging er op dat moment nog van uit dat de tweede plaats nog open was, omdat de Grand Prix van Japan nog op de kalender stond. Die Grand Prix ging echter niet door en daardoor stond alles na België vast: De tweede plaats in het WK was voor Paul Lodewijkx, maar de tweede plaats in de constructeurstitel ging naar Derbi.

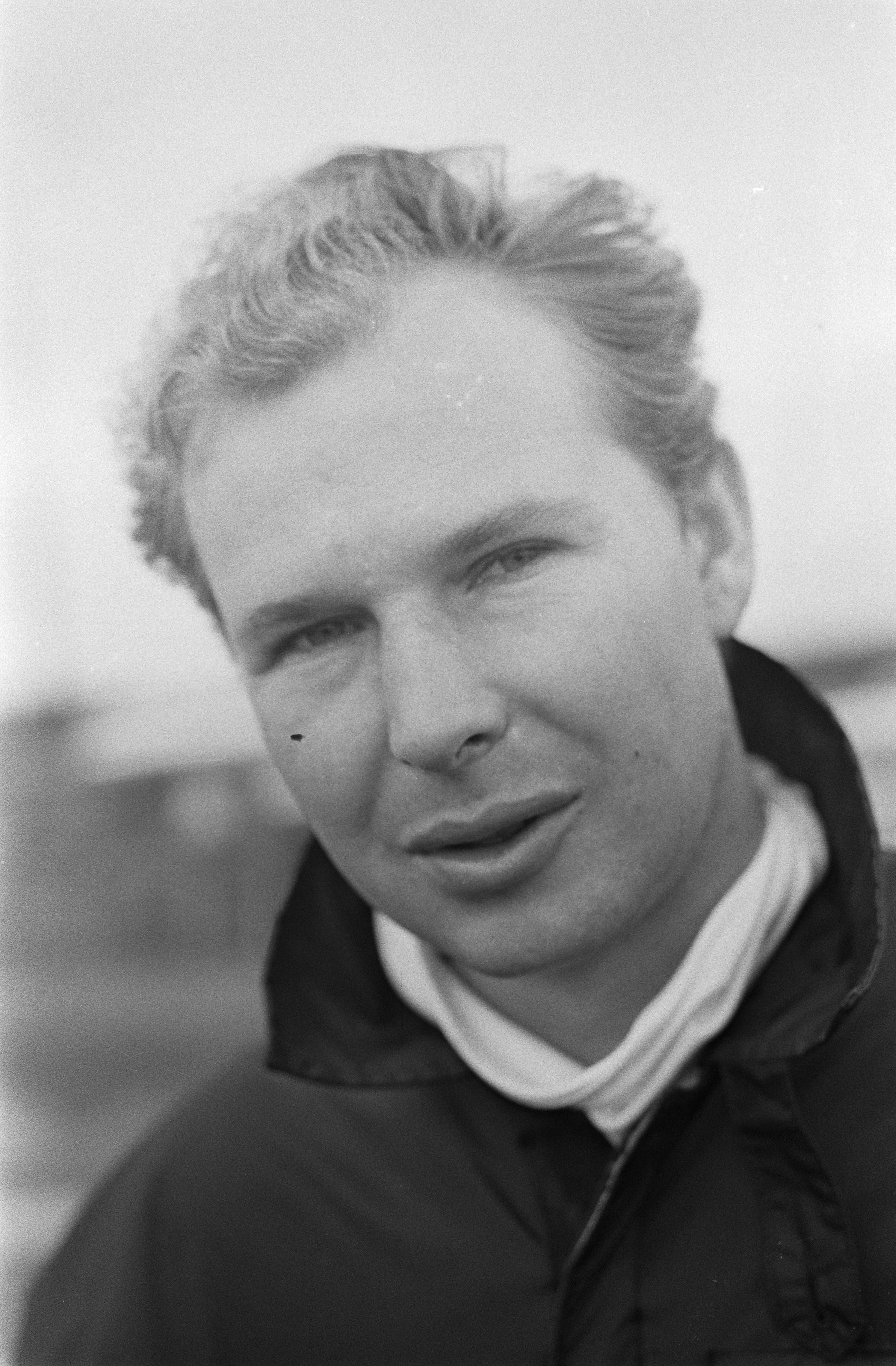
Hans Georg Anscheidt was zeker van de 50cc-wereldtitel.

| Pos | Coureur              | Merk     | Tijd     | Punten |
| --- | -------------------- | -------- | -------- | ------ |
| 1   | Hans Georg Anscheidt | Suzuki   | 28"06'1  | 8      |
| 2   | Paul Lodewijkx       | Jamathi  | +1"04'6  | 6      |
| 3   | Ángel Nieto          | Derbi    | +1"05'5  | 4      |
| 4   | Barry Smith          | Derbi    | +1"12'7  | 3      |
| 5   | Martin Mijwaart      | Jamathi  | +1"55'4  | 2      |
| 6   | Rudolf Schmälzle     | Kreidler | +1"57'2  | 1      |
| 7   | Jan de Vries         | Kreidler | +1"58'7  |        |
| 8   | Aalt Toersen         | Kreidler | +2"24'2  |        |
| 9   | Jos Schurgers        | Kreidler | +2"34'9  |        |
| 10  | Jaap Moojen          | Kreidler | +4"18'8  |        |
| 11  | Lothar John          | Suzuki   | +5"20'0  |        |
| 12  | Bernard Hausel       | Derbi    | +5"35'3  |        |
| 13  | Oscar Pastro         | Derbi    | +6"11'2  |        |
| 14  | Yves Le Toumelin     | Derbi    | +6"48'6  |        |
| 15  | Cliff Carr           | Derbi    | +1 ronde |        |
| 16  | Han Leenheer         | Kreidler |          |        |

| Coureur              | Merk     |
| -------------------- | -------- |
| Ludwig Faßbender     | Kreidler |
| Rudolf Kunz          | Kreidler |
| Carlos Giró          | Derbi    |
| Francisco Cufi       | Derbi    |
| Chris Walpole        | Honda    |
| David Lock           | Honda    |
| Jim Pink             | Honda    |
| Leslie Griffiths     | Honda    |
| Robin Udall          | Honda    |
| Cees van Dongen      | Kreidler |
| Janko-Florijan Štefe | Tomos    |

### Top tien eindstand 50cc-klasse
| Pos | Coureur              | Merk     | Ptn     |
| --- | -------------------- | -------- | ------- |
| 1   | Hans Georg Anscheidt | Suzuki   | 24 (30) |
| 2   | Paul Lodewijkx       | Jamathi  | 17      |
| 3   | Barry Smith          | Derbi    | 15      |
| 4   | Ángel Nieto          | Derbi    | 10      |
| 5   | Rudolf Kunz          | Kreidler | 6       |
| 5   | Chris Walpole        | Honda    | 6       |
| 7   | Rudolf Schmälzle     | Kreidler | 6       |
| 8   | Leslie Griffiths     | Honda    | 4       |
| 9   | Aalt Toersen         | Kreidler | 4       |
| 10  | Ludwig Faßbender     | Kreidler | 3       |
| 10  | David Lock           | Honda    | 3       |
| 10  | Jan de Vries         | Kreidler | 3       |

(Punten (tussen haakjes) zijn inclusief streepresultaten)

## Zijspanklasse
De zijspan-Grand Prix van België verliep dramatisch. Helmut Fath en Wolfgang Kalauch gingen met de URS aan de leiding tot de zesde ronde, toen een probleem met de benzinetoevoer ontstond. Johan Attenberger en Josef Schillinger en Georg Auerbacher/Hermann Hahn konden toen een gevecht om de leiding aangaan omdat intussen ook Klaus Enders/Ralf Engelhardt en Siegfried Schauzu/Horst Schneider uitgevallen waren. In de laatste ronde verongelukten Johann Attenberger en Josef Schillinger dodelijk. Ter hoogte van Masta vlogen ze - terwijl ze aan de leiding lagen - tegen de gevel van een huis en daarna tegen een boom. Beide waren op slag dood. Georg Auerbacher kon het ongeval maar net ontwijken en won de race. De tweede plaats in de race ging naar het duo Arsenius Butscher/Josef Huber en de derde plaats naar Helmut Lünemann/Neil Caddow. 's Avonds moest Georg Auerbacher de lichamen van Attenberger en Schillinger nog identificeren. Attenberger/Schillinger, die als WK-leider naar België waren gekomen, behielden postuum de leiding, die ze nu moesten delen met Auerbacher/Hahn.
| Pos | Coureur              | Bakkenist          | Merk    | Tijd    | Punten |
| --- | -------------------- | ------------------ | ------- | ------- | ------ |
| 1   | Georg Auerbacher     | Hermann Hahn       | BMW     | 38"39'5 | 8      |
| 2   | Arsenius Butscher    | Josef Huber        | BMW     | +1"53'6 | 6      |
| 3   | Helmut Lünemann      | Neil Caddow        | BMW     | +1"55'7 | 4      |
| 4   | Tony Wakefield       | Graham Milton      | BMW     | +1"57'2 | 3      |
| 5   | Otto Kölle           | Rolf Schmid        | BMW     | +2"13'2 | 2      |
| 6   | Jean-Claude Castella | Albert Castella    | BMW-FCS | +3"53'8 | 1      |
| 7   | Hans Hänni           | Kurt Barfuss       | BMW     | +4"56'7 |        |
| 8   | Maurice Tombs        | Trevor Tombs       | BMW     | +5"05'3 |        |
| 9   | Joseph Duhem         | François Fernandez | BMW     | +5"07'6 |        |
| 10  | Mick Boddice         | Onbekend           | BSA     |         |        |

| Coureur                | Bakkenist             | Merk | Oorzaak     |
| ---------------------- | --------------------- | ---- | ----------- |
| Helmut Fath            | Wolfgang Kalauch      | URS  |             |
| Johann Attenberger (†) | Josef Schillinger (†) | BMW  | Ongeval (†) |
| Klaus Enders           | Ralf Engelhardt       | BMW  |             |
| Siegfried Schauzu      | Horst Schneider       | BMW  |             |

| Coureur               | Bakkenist         | Merk |
| --------------------- | ----------------- | ---- |
| Heinz Luthringshauser | Lothar Ronsdorf   | BMW  |
| Kenneth Calenius      | Juhani Vesterinen | BMW  |
| John Brandon          | Cliff Holland     | BMW  |
| Ruben Bjarnemark      | Lennart Rägmo     | BMW  |

### Top tien tussenstand zijspanklasse
| Pos | Coureur                | Bakkenist                       | Merk | Ptn |
| --- | ---------------------- | ------------------------------- | ---- | --- |
| 1   | Johann Attenberger (†) | Josef Schillinger (†)           | BMW  | 17  |
| 1   | Georg Auerbacher       | Hermann Hahn en Henk de Wever   | BMW  | 17  |
| 3   | Siegfried Schauzu      | Horst Schneider                 | BMW  | 16  |
| 4   | Helmut Fath            | Wolfgang Kalauch                | URS  | 13  |
| 5   | Heinz Luthringshauser  | Lothar Ronsdorf en Geoff Hughes | BMW  | 6   |
| 5   | Klaus Enders           | Ralf Engelhardt                 | BMW  | 6   |
| 5   | Arsenius Butscher      | Josef Huber                     | BMW  | 6   |
| 8   | Helmut Lünemann        | Neil Caddow                     | BMW  | 4   |
| 9   | Otto Kölle             | Rolf Schmid                     | BMW  | 3   |
| 9   | Tony Wakefield         | Graham Milton                   | BMW  | 3   |

1921 · 1922 · 1923 · 1924 · 1925 · 1926 · 1927 · 1928 · 1929 · 1930 · 1931 · 1932 · 1933 · 1934 · 1935 · 1936 · 1937 · 1938 · 1939 · 1947 · 1948 · 1949 · 1950 · 1951 · 1952 · 1953 · 1954 · 1955 · 1956 · 1957 · 1958 · 1959 · 1960 · 1961 · 1962 · 1963 · 1964 · 1965 · 1966 · 1967 · 1968 · 1969 · 1970 · 1971 · 1972 · 1973 · 1974 · 1975 · 1976 · 1977 · 1978 · 1979 · 1980 · 1981 · 1982 · 1983 · 1984 · 1985 · 1986 · 1988 · 1989 · 1990